# El alabardero
El alabardero, Alabardero o Retrato de un alabardero es una pintura al óleo sobre tabla, posteriormente transferida a lienzo, con 92 x 72 cm, de Pontormo, datada en 1529-1530 o 1537 y conservada en el Museo J. Paul Getty de Los Ángeles.

## Historia
Durante mucho tiempo se consideró que el retratado era Francesco Guardi, un joven soldado de la República Florentina durante el sitio de Florencia, que Vasari menciona como objeto de un fino retrato de Pontormo. El chico, que había nacido en 1514 y residía en el barrio de Borgo la Croce, era por entonces apenas un adolescente. Sobre la base de una nota en un antiguo inventario otra teoría afirma que sería Cosme I de Médicis, un victorioso joven de 18 años después de la batalla de Montemurlo en 1537.
En cualquier caso, la obra se encontraba en las colecciones de los Riccardi en Florencia y a continuación pasó a sucesivas colecciones privadas. En mayo de 1989 salió a subasta, logrando el mayor precio hasta entonces pagado por una obra de arte "antigua" (Viejos Maestros): 32,5 millones de dólares.
De la obra existe un dibujo preparatorio en el Gabinete de Dibujos y Grabados de la Galería de los Uffizi que muestra una posición distinta de la figura, más frontal y con menor giro.

## Descripción y estilo
Un joven muchacho se yergue estatuario en primer plano, en un encuadre cercano hasta el muslo, contra el fondo de un baluarte de piedra apenas definido. Se apoya en al asta de la alabarda con un firme agarre de la mano derecha, mientras la izquierda descansa orgullosamente sobre la cadera. Elegantísima es la vestimenta, compuesta por unas calzas rojas, un fino cinturón que resalta su estrecha cintura y del que cuelga la espada, un jubón de seda clara y gruesa, una larga cadena de eslabones de oro al cuello, la camisa blanca asomando en el cuello alto, los puños plisados y entre el jubón y la llamativa bragueta, y una gorra también roja con un alfiler de oro clavado que sujeta una pluma y una medalla con las figuras de Hércules y Anteo.

Los diversos materiales están plasmados con extraordinaria habilidad pictórica, desde el metal bruñido de la empuñadura de la espada, al cuero del cinturón, pasando por la suavidad del plumón en la gorra, la madera veteada del asta de la alabarda, a la sedosa consistencia de los pliegues de las mangas del jubón, que recuerda las lecciones de Rafael.

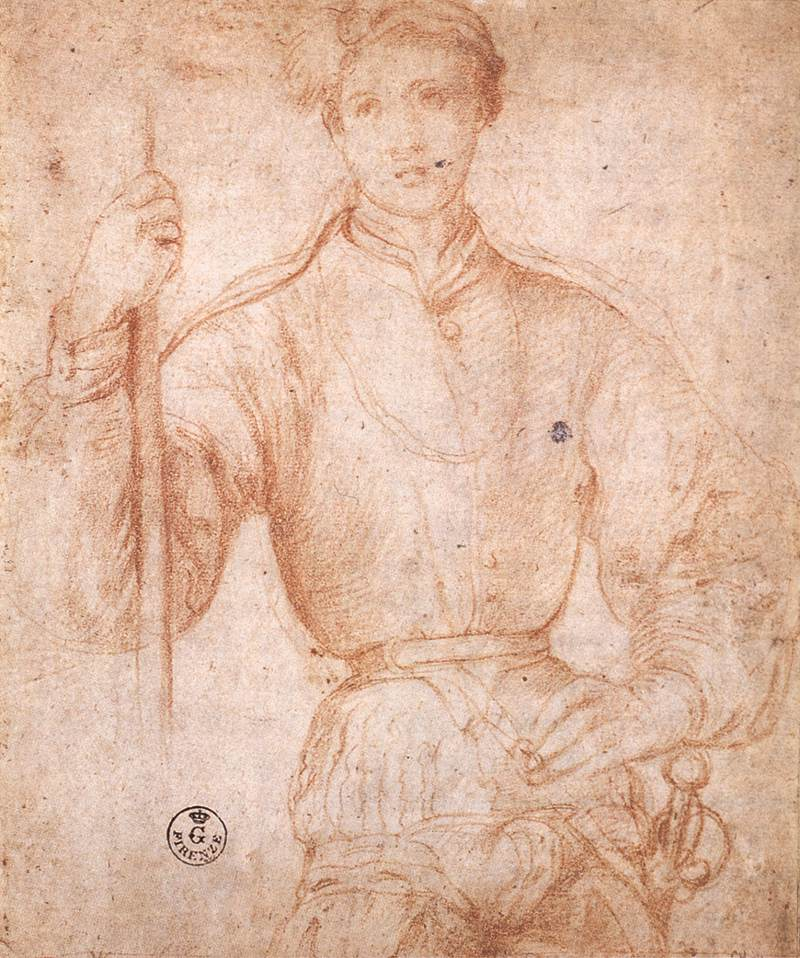
Dibujo preparatorio.